# Anica Dobra
Anica Dobra (sârbă Аница Добра; n. 3 iunie 1963, Belgrad, RS Serbia, RSF Iugoslavia) este o actriță din Serbia.

## Date biografice
Anica Dobra copilărește în Belgrad, ulterior se mută cu părinții în Germania. Între anii 1977 - 1981 ea urmează școala în Frankfurt am Main. După reîntoarcerea în Belgrad studiază până în 1986 dramaturgia și baletul. Din 1986 joacă  roluri secundare în diferite filme. Primul rol principal îl joacă în filmul Deja Vu, care a fost distins la festivalul filmului iugoslav din Pula. Prin anul 1988 joacă în diferite piese de teatru de ale lui Cehov și Shakespeare. Tot în același an joacă rolul principal în filmul polițist Već viđeno a lui Goran Marković, fiind de asemenea premiată la Festivalul Internațional de Film de la Berlin iar pentru rolul jucat în filmul Reflections, va fi premiată la festivalul internațional al filmului în Madrid. În 1990 este distinsă de asemenea cu un premiu în Bavaria. În 1993 i se acordă distincția ca "Cea mai bună actriță a anului" pentru rolul jucat în filmul Black Bomber. Ea joacă în anul 2006 rolul unei văduve în filmul Capcana. În anul 1994 i se acordă un premiu național iugoslav pentru dramă burlescă. Anica Dobra trăiește în prezent în Belgrad, din octombrie 1995 este căsătorită și are o fiică.